# 謝詔 (萬曆進士)
謝詔（1543年—？），字彥實，號鳳渚，江西贛州府贛縣人，軍籍，明朝政治人物。

## 生平
隆慶四年（1570年）庚午科江西鄉試第二十七名，萬曆二年（1574年）甲戌科會試第一百七十七名，登二甲第三十九名進士。授河南颍州知州，擢升刑部员外郎，十一年（1583年）二月升四川按察司佥事，晋副使，十七年四月升云南布政司右参政。二十一年七月山西右参政，分守河东道，调四川左参政，播州杨应龙之乱时，于二十七年八月调任监军道，二十九年正月播乱平，调回省城，六月升本省按察使。三十一年四月起补湖广按察使，未任，七月復除福建按察使，升湖广右布政使。三十八年五月起升湖广左布政使，四十年十月再补四川左布政使。

## 家族
曾祖謝景忠；祖父謝績；父謝時濂。前母趙氏；母趙氏。具慶下。弟试、访、诗。